# Goran Blažević
Goran Blažević (Split, 7. lipnja 1986.) je hrvatski nogometni vratar.

## Klupska karijera
Prije Levskog je branio u Hajduku dok je ranije za HNK Šibenik nastupio u 93 utakmice u koji je došao iz tadašnjeg trećeligaša Junaka iz Sinja. Prije dolaska u Sinj igrao je u Trogiru. Igrajući za Junak dobio je nagradu navijača Dite Maligana za igrača Junaka koji se najviše urezao u srca sinjskih navijača. Od dolaska u Hajduk zauzima mjesto prvog vratara, koje ni u jednom trenutku ne ispušta. Svojim fantastičnim obranama doprinosi Hajdukovom osvajanju Kupa 2012./13. godine.
2013. zaigrao je u Levskom iz Sofije. U kolovozu 2014. godine, Blažević je prešao u ruski klub Torpedo Moskva.
Nakon godinu i pol dana, hrvatski vratar je se vratio u HNL, potpisajući ugovor sa Slaven Belupom. Blažević je potpisao ugovor do kraja ove sezone, a ako obje strane budu zadovoljne suradnjom, on će biti produžen na još godinu i pol.

## Klupski uspjesi
HNK Hajduk Split:
- Hrvatski nogometni kup (1): 2012./13.

## Vanjske poveznice
- Profil na LevskiSofia.info (engl.)